# Клизишта у Републици Српској
Клизишта у Републици Српској спадају у групу падинских процеса чија је активност везана за здружено деловање гравитације, атмосфере (падавине и температура ваздуха), хидросфере (површинске и подземне воде), сеизмичких утицаја, егзогене процесе (површинско распадање, планарна и линијска ерозија).

## Предуслови
На појаву клизишта у Републици Српској утучу топографске одлике земљишта, као и других природних услова као што су обилне кишне падавине. Она представљају континуиране и веома присутне хазарде у Републици Српској јер узрокују све веће проблеме заједнице и власти на свим нивоима.
На појаву клизишта након рата у Босни и Херцеговини у периоду од 1992. до 1995. године настале су обимне миграције становништва, које су резултовале илегалном градњом стамбених објеката на падинским подручјима или дуж речних корита.
Поред тога, активности људи које се односе на ширење насеља ка несигурним локацијама, рударске активности које нису засноване на научним истраживањима, ризична изградња путева и насипа доприносе повећању броја клизишта у Републиици Српској.

### Утицај геолошка грађа терена на појаву клизишта
Терен у Босни и Херцеговине се може окарактерисати сложеном геолошком грађом која укључује различите стратиграфске јединице од палеозоика до квартара. Сложеност је додатно повећана због разних литолошких типова седиментних, метаморфних и магматских стена које углавном карактеришу различити степени трошности. Због својих различитих и променљивих физичких и механичких одлика, ти различити масиви стена подлежу процесу распадања и формирања глиновитих и глиновито шљунковитих покривача.
У комплексима језерских седимената млађег неогена изграђених од пескова, шљункова и глине, подложност ерозији и клизању је веоме изражена. Комплекси ових стена стварају велике тешкоће, јер глине подлежу расквашавању, бубрењу и тако слабљењу физичко-механичких карактеристика, што услед великог прилива воде доводи до стварања процеса нестабилности.
Распаднути флишни материјал лако подлеже квашењу и клизању, тако да је овај геодинамички процес веома чест у овим стенским масама. Код овог комплекса значајно је да нагиб површине слојевитости представља услов стабилности падине. Према томе, неповољни услови су на падинама у којима слојеви падају паралелно нагибу под углом мањим од нагиба падине. У том случају су падине или нестабилне или се стене усецањем могу довести у нестабилно стање.
Oко 83% укупног земљишта у Босни и Херцеговини се налази у брдовитом подручју (300 до 500m надморске висине), брдовитом или медитеранском планинском подручју (500 до 700m надморске висине) или планинском подручју (више од 700m надморске висине). У тим подручјима, тло је често плитко и ниво подземних вода је висок. Ове топографске и хидрогеолошке карактеристике се сматрају за један од главних разлога високог ризика од клизишта у Босни и Херцеговине.

### Утицај падавина на појаву клизишта
Средња годишња количина падавина у брдско-планинским подручјима у Босни и Херцеговини креће се између 1.500 и 2.000 mm (јужна регија) и око 1.000 mm (централна регија).
Падавине и/или комбинација кише и топљења снега су један од најчешћих покретача клизишта у Републици Српској. Континуиране обилне кише средином маја 2014. су изазвале бројна клизишта и поплаве у Републици Српској, Србији и Хрватској.

### Прекомерна сеча шума и пренамена травнатог земљишта
Прекомјерна сеча шума и непримерена промена намене травнатог земљишта у обрадиво земљиште су најчешћи узрок клизишта повезаних с људским активностима.

### Остале људске активности
Остале људске активности које често изазивају клизишта су:
- извођење засецања терена током изградње путева,
- изградња насипа у чеоном подручју клизишта и
- неодржавање система водоснабјевања.

Од техногених узрочника, најзначајнији су:
- Изградња грађевинских објеката на условно стабилним и нестабилним теренима;
- Лоша дренажа тла и неодржавање система водоснабјевања.
- Девастација терена – огољавање земљишта, крчење вегетације;
- Неадекватно усецање, засецање или насипање природних падина (нпр током изградње путева);
- Неадекватно одлагање материјала на падинама (депоније смећа, јаловишта, шљачишта и сл.);
- Изградња насипа у чеоном подручју клизишта.

## Карактеристична клизишта

#### Клизиште Чемерно
Клизиште Чемерно је више од 10 година активно и највеће је клизиште у Републици Српској. У више наврата је вршена санација на појединим дионицама пута. Међутим, појављивала су се нова клизишта, а и санирани делови су поново били захваћени клизањем тла.
Због његових великих димензија (дужина око 5 km, вертикални распод 300 m), одустало се од даље санације и приступило изградњи новог дела саобраћајнице (обилазнице). Нова траса се састоји од једног моста и два тунела, гдје је уложено око 80 милиона КМ.
Kлизиште Чемерно је изазвало велику штету, тако да постоји поуздана вероватноћа учесталост да ће последице изазвати велику штету и критичну ситуацију.
Код овог клизишта постоји просечан/прихватљив ризик по питању угрожености људских живота (што се до сада, на срећу, није десило), као и прихватљив ризик да ће катастрофично деловати на имовину. Ово клизиште има врло висок ризик на животну средину и висок ризик на објекте инфраструктуре.
Клизиште је нанело највећу штету животној средини, пошто је нарушена природна стабилност падина, уништене ливаде, пашњаци и шуме. Укупна вредност штете која је узрокована активношћу овог клизишта није тачно утврђена, мада се зна да су последице на инфраструктуру огромне, јер је путна комуникација била потпуно прекинута, па се, због нерентабилности одржавања, приступило изградњи нове трасе пута, која је завршена у другој половини 2013. године.

#### Клизишта на подручју општине Зворник.
На територији општине Зворник, у пролеће 2010. године, догодио се велики број реактивираних и активних клизишта, чему је допринело нагло топљење снега и велика количина кишних падавина. Као последица ових метеоролошких промена дошло је до расквашавања тла површинским и подземним водама.
На овом подручју регистроване су  52 локације на којима су формирана активна клизишта која су својим размрама и степеном активности причинила огромну материјалну штету.
Обзиром да су клизишта у последње време јако честа елементарна непогода која се припрема кроз јако дуг временски период, скоро неприметно, а делује у завршној фази јако брзо, готово тренутно са, катастрофалним последицама, намеће се потреба за планским приступом решавања како већ активираних клизишта тако и са израдом катастра клизишта за читаву општину Зворник, са категоризацијом терена према степену стабилности и препорукама за изградњу на условно стабилним и нестабилним теренима која ће се на дужи временски период вишеструко исплатити.

## Последице
Клизишта представљају озбиљан друштвени проблем, јер могу имати за последицу поред велике материјалне штете, губитак људских живота, али и деградацију природе.
Директне штете - настају у тренутку активирања клизишта, рушењем и оштећењем објеката и људским губицима (смрт или повреда).
Индиректне штете - се исказују и кроз дуже временско раздобље у смањењу вредности некретнина, губитком продуктивности због оштећења на добрима или прекидом саобраћаја и коначно, знатним трошковима санације штета.